# Kirsten Langkilde (konstnär)
Kirsten Merete Langkilde, född 22 september 1954 i Ålborg, är en dansk konstnär och högskolerektor.
Kirsten Langkilde utbildade sig i skulptur och installationskonst på Det Kongelige Danske Kunstakademi i Köpenhamn för Hein Heinsen (född 1935), med examen 1986. Från 1988 var hon bosatt utanför Danmark, först några år i London i Storbritannien och senare i Berlin i Tyskland och Basel i Schweiz. Hon var kurator för utställningar i konsthallar och -museer i Europa. Från 1995 till 2011 var hon professor i estetisk praxis  på Universität der Künste i Berlin och mellan 2001 och 2009 också dekan för fakulteten för arkitektur, formgivning och media. Hon var 2011–2019 chef för Hochschule für Gestaltung und Kunst i Basel och 2019–2020 rektor för Det Kongelige Danske Kunstakademis Billedkunstskoler på Charlottenborg i Köpenhamn.
Kirsten Langkilde var tvungen att avgå i förtid på grund av den skandal som inträffade i början av november 2020, då en staty av Fredrik V avlägsnades från konstakademiens festsal och kastades i kanalen. Det handlade om en byst i gips som hade utförts av Jacques Saly, en av akademiens första ledare. Bysten var ett förarbete till ryttarstatyn vid Amalienborg. Kirsten Langkilde tog offentligt avstånd från aktionen, men det räckte inte.